# Agattu Island
Agattu ist eine 29 km lange und 14 km breite Insel in den Near Islands im äußersten Westen der Aleuten. Mit einer Landfläche von 221,593 km² ist Agattu eine der größten unbewohnten Inseln in den Aleuten und, nach Attu, die zweitgrößte Insel der Near Islands. 
Die gebirgige, baumlose Insel vulkanischen Ursprungs, deren höchster Punkt auf 632 m über Meer liegt, beherbergt 7 große Seevögelkolonien, deren Population auf 66.000 Vögel geschätzt wird. Ungefähr 1 % der globalen Population von Rotgesichtscharben und Gelbschopflunde nisten auf der Insel. Andere Bewohner sind Bering-Strandläufer, Odinshühnchen, Graukopf-Schneegimpel und Schneeammer. Die Aleuten-Zwergkanadagänse wurden, nach der Eliminierung der von den von russischen und amerikanischen Pelzhändlern eingeführten Füchse, in den 1970er Jahren wieder auf der Insel angesiedelt. Die Ausrottung der Füchse ermöglichte es auch, das Evermann's Felsen-Schneehuhn wieder anzusiedeln. 2006 gab es wieder mindestens 25 Brutpaare des Schneehuhns auf der Insel.

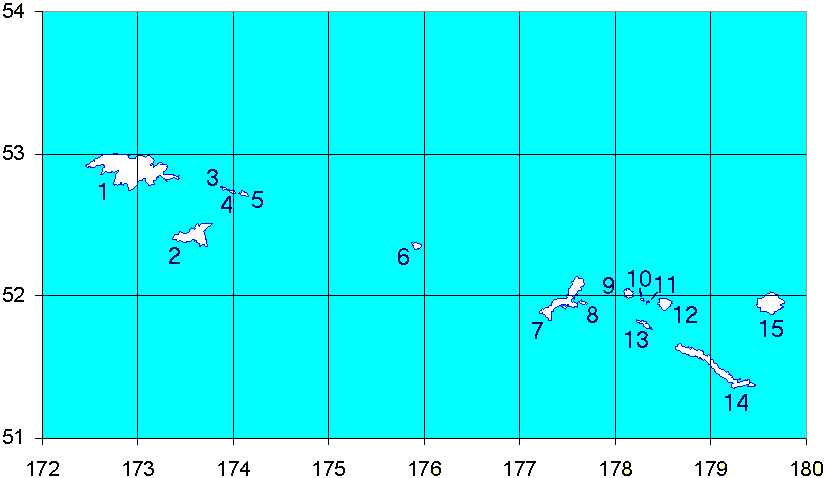
Karte der West-Aleuten 2 - Agattu Island
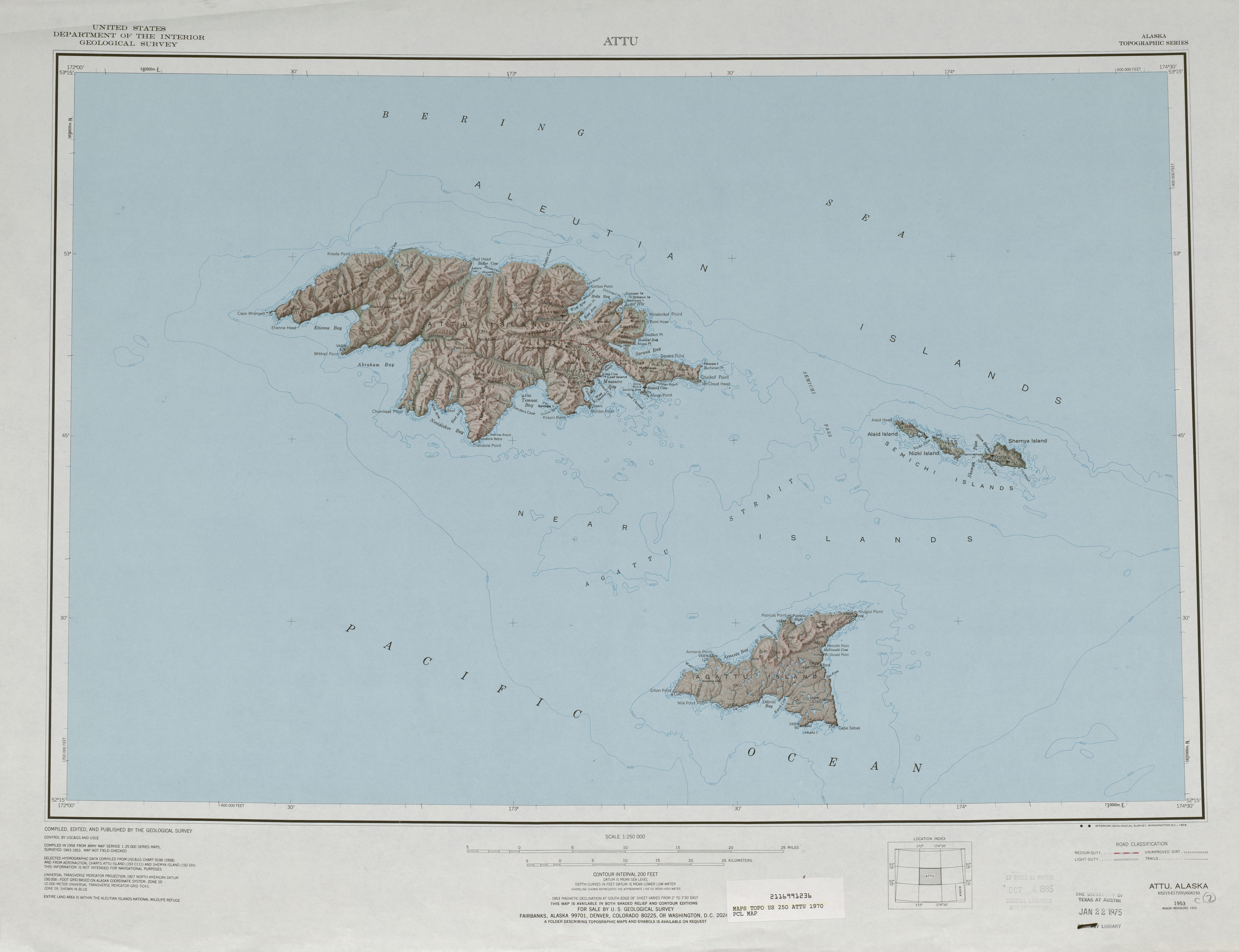
Topographisches Kartenblatt
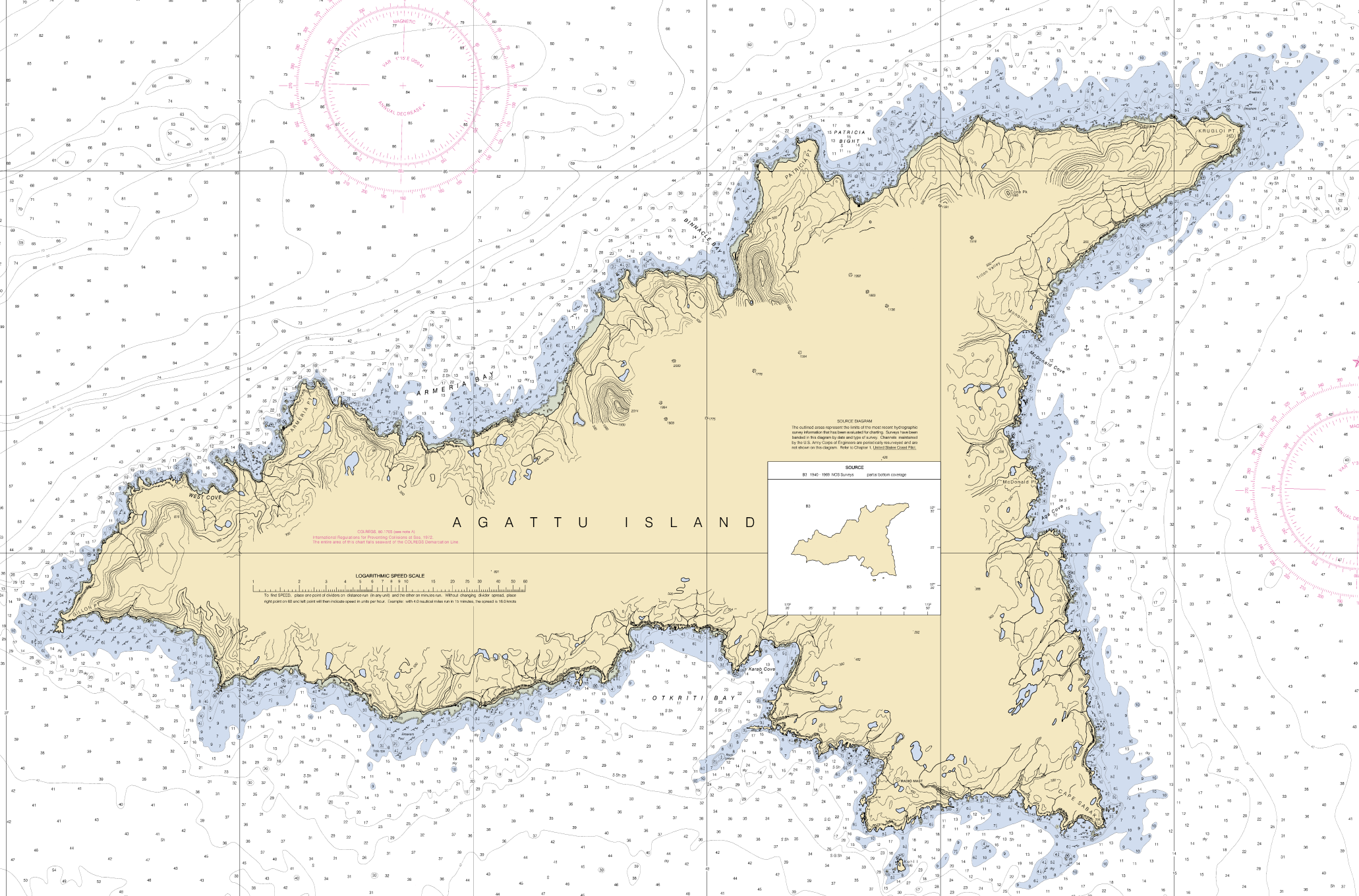
Seekarte von Agattu